# میساتو، کوماموتو
میساتو، کوماموتو (به لاتین: Misato, Kumamoto) یک منطقهٔ مسکونی در ژاپن است که در استان کوماموتو واقع شده‌است. میساتو ۱۲٬۵۲۹ نفر جمعیت دارد.